# Raw Data Feel
Raw Data Feel è il sesto album in studio della band britannica Everything Everything, pubblicato il 20 maggio 2022 tramite Infinity Industries, l'etichetta della band The album was produced by the band's guitarist Alex Robertshaw and Tom A.D. Fuller,. L'album è stato prodotto dal chitarrista della band Alex Robertshaw e Tom A.D. Fuller, e la sua uscita è stata preceduta dai singoli Bad Friday (7 febbraio), Teletype (9 marzo), 'I Want a Love Like This (28 marzo) e Pizza Boy (4 maggio). Il 27 maggio 2022, l'album ha raggiunto il numero 4 nelle classifiche degli album del Regno Unito, la loro pubblicazione con le classifiche più alte fino ad oggi.
Le canzoni di Raw Data Feel affrontano il tema del trauma e fanno affidamento sulla tecnologia per affrontarlo. Sentendosi vincolato dalla sua reputazione di "cantante politico", il frontman e cantautore Jonathan Higgs ha immaginato un approccio più interiore e meno sociopolitico utilizzando i personaggi per interpretare l'esperienza.
Con l'assistenza di Mark Hanslip, musicista e ricercatore presso il Centro di ricerca sulla musica contemporanea dell'Università di York, Higgs ha sviluppato un robot di intelligenza artificiale soprannominato "Kevin", dal nome di un personaggio ricorrente nell'album, per comporre i testi delle canzoni in modo generativo. Higgs ha fornito quattro diverse fonti di informazioni - i termini e le condizioni di LinkedIn, il poema epico Beowulf, 400.000 post dalla bacheca 4chan e i detti di Confucio - prima di compilare e modificare i risultati in materiale utilizzabile. Alla fine, il bot ha contribuito con circa il 5% ai testi dell'album e al titolo di una canzone, ricevendo un riconoscimento per la scrittura delle canzoni nel processo, e ha anche fornito le immagini per l'artwork e la campagna promozionale dell'album.
La band ha descritto il suono dell'album come "vivace, brillante e spontaneo" e il loro "lavoro più naturale e impulsivo".

## Tracce
1. Teletype – 3:40
2. I Want a Love Like This – 3:27
3. Bad Friday – 3:11
4. "Pizza Boy – 3:32
5. Jennifer – 4:17
6. Metroland Is Burning – 3:44
7. Leviathan – 5:20
8. "Shark Week – 3:34
9. Cut Up! – 3:23
10. Hex – 2:43
11. My Computer – 3:06
12. Kevin's Car – 4:02
13. Born Under a Meteor – 4:02
14. Software Greatman – 6:05